# Drepanophorina lata
Drepanophorina lata är en djurart som tillhör fylumet slemmaskar, och som först beskrevs av Heinrich Bürger 1890.  Drepanophorina lata ingår i släktet Drepanophorina och familjen Drepanophoridae. Inga underarter finns listade i Catalogue of Life.